# Noctograph
Der Noctograph ist ein 1806 patentiertes und von Ralph Wedgwood in London vertriebenes Gerät, das es ermöglichte, auch nachts oder bei Blindheit schreiben zu können. Der Name setzt sich zusammen aus „nox, noctis“ = lateinisch für „Nacht“ und „γράφειν“, griechisch für „schreiben“.

## Funktionsweise
Ein Blatt Papier wurde mit Drucktinte getränkt und nach dem Trocknen in einem Kasten oder Rahmen in die Mitte zwischen zwei weiße Blätter gespannt. Der Schreiber musste nur mit einem Griffel auf das obere weiße Blatt „schreiben“ (besser drücken) und durch das darunter liegende Kohleblatt wurde die Schrift auf dem weißen unteren Blatt sichtbar. Er musste also zum Schreiben nicht – wie damals üblich – eine Feder in ein Tintenfass tauchen.

## Verwendung
Praktische Anwendung fand der Noctograph wohl überwiegend bei blinden und sehbehinderten Menschen, denen er es leichter machte, Notizen zu verfassen und am Schriftverkehr teilzunehmen. Aber auch normalsichtige Personen nutzten das Gerät, um bei Dunkelheit zu schreiben. Man brauchte nicht darauf zu achten, ob ein Federkiel noch genug Tinte hatte oder erneut in das Tintenfass eingetaucht werden musste. Auch die Gefahr, ein Tintenfass umzustoßen, bestand bei Verwendung des Noctographen nicht mehr.
Der blinde englische Abenteurer und Reiseschriftsteller James Holman benutzte ein solches Gerät, um sich Notizen auf seinen Reisen zu machen. Diese bildeten die Grundlage seiner ausführlichen Reiseberichte. Bekannt wurde auch die Verwendung des Noctographen durch den US-amerikanischen Historiker William Hickling Prescott, der stark sehbehindert war und den Großteil seiner Bücher mittels eines solchen Gerätes verfasste.
Mit dem Erfolg des Füllfederhalters sowie des Kugelschreibers verlor der Noctograph zusehends an Bedeutung.